# Melvin Twellaar
Melvin Twellaar (Amsterdã, 23 de dezembro de 1996) é um remador neerlandês, medalhista olímpico.

## Carreira
Twellaar conquistou a medalha de prata nos Jogos Olímpicos de Verão de 2020 em Tóquio na prova de skiff duplo masculino, ao lado de Stef Broenink, com o tempo de 6:00.53.